# CSDDD
Dyrektywa w sprawie należytej staranności przedsiębiorstw w zakresie zrównoważonego rozwoju (ang. Corporate Sustainability Due Diligence Directive, CSDDD) - unijna regulacja mająca na celu promowanie odpowiedzialnego i zrównoważonego zachowania przedsiębiorstw w ich działalności oraz w całym globalnym łańcuchu wartości poprzez identyfikowanie, zapobieganie i łagodzenie negatywnych skutków swoich działań na prawa człowieka i środowisko naturalne. Projekt ten jest częścią szerszej strategii Unii Europejskiej, zmierzającej do osiągnięcia celów Europejskiego Zielonego Ładu. Dyrektywa została przyjęta przez Parlament Europejski i Radę 13 czerwca 2024 roku i weszła w życie 25 lipca 2024 roku. 
Państwa członkowskie mają dwa lata na transpozycję przepisów dyrektywy do krajowych porządków prawnych, co oznacza, że przepisy powinny obowiązywać najpóźniej od 25 lipca 2026 roku. 

## Zakres podmiotowy
Dyrektywa CSDDD obejmuje duże przedsiębiorstwa działające na terenie Unii Europejskiej oraz te spoza UE, które prowadzą znaczącą działalność na jej rynku. Kryteria obejmują m.in. liczbę pracowników oraz wysokość przychodów. 
Oznacza to, że około 6000 przedsięiorstw w Unii Europejskiej będzie objętych nowymi wymogami sprawozdawczymi.

## Wdrożenie i terminy
Nowe przepisy (z wyjątkiem obowiązków informacyjnych) dotyczące CSDDD będą stosowane stopniowo:
Od 2027 roku – do przedsiębiorstw zatrudniających ponad 5000 pracowników i osiągających obroty przekraczające 1500 mln euro;
Od 2028 roku – do przedsiębiorstw zatrudniających ponad 3000 pracowników i osiągających obroty w wysokości 900 mln euro;
Od 2029 roku – do wszystkich pozostałych spółek objętych dyrektywą (zatrudniających ponad 1000 pracowników i osiągających obroty przekraczające 450 mln euro).

## Obowiązki przedsiębiorstw
Dyrektywa CSDDD nakłada na przedsiębiorstwa obowiązek przeprowadzania należytej staranności (ang. due diligence) w zakresie zrównoważonego rozwoju. Obejmuje to identyfikację ryzyk związanych z łamaniem praw człowieka, takich jak praca przymusowa czy dyskryminacja, oraz szkód środowiskowych, takich jak zanieczyszczenie wody czy emisje gazów cieplarnianych. Firmy będą musiały wdrożyć mechanizmy monitorowania i raportowania swoich działań, a także zapewnić dostęp do skutecznych środków zaradczych dla poszkodowanych. Obejmuje to m.in. wdrożenie procedur należytej staranności w całym łańcuchu wartości. 

## Cele dyrektywy
Głównym celem dyrektywy jest zapewnienie, że przedsiębiorstwa przyczyniają się do zrównoważonego rozwoju oraz transformacji gospodarek i społeczeństw w kierunku większej odpowiedzialności za prawa człowieka i środowisko. 

## Implementacja i sankcje
Państwa członkowskie są zobowiązane do transpozycji dyrektywy do krajowych porządków prawnych do 25 lipca 2026 roku. Niewywiązanie się z obowiązków wynikających z dyrektywy może skutkować sankcjami, których rodzaj i wysokość będą określone w przepisach krajowych. 

## Wpływ na przedsiębiorstwa
Wprowadzenie dyrektywy CSDDD wymaga od przedsiębiorstw dokładniejszej analizy ryzyk w całym łańcuchu dostaw, zwłaszcza w kontekście praw człowieka i ochrony środowiska. Firmy będą musiały wdrożyć odpowiednie procedury i mechanizmy, aby sprostać nowym wymaganiom. 

## Reakcje i opinie
Dyrektywa spotkała się z różnymi reakcjami. Organizacje praw człowieka i środowiskowe wyraziły poparcie, podkreślając jej znaczenie dla globalnych standardów odpowiedzialności korporacyjnej. Jednak niektóre przedsiębiorstwa obawiają się dodatkowych obciążeń administracyjnych i kosztów związanych z wdrożeniem nowych procedur. 

## Przyszłość i wyzwania
Wdrożenie dyrektywy CSDDD stanowi istotny krok w kierunku zrównoważonego rozwoju w Europie. Jednak skuteczność tych regulacji będzie zależeć od ich właściwej implementacji na poziomie krajowym oraz od zaangażowania przedsiębiorstw w realizację nowych obowiązków. Ważne będzie również monitorowanie i egzekwowanie przepisów, aby zapewnić ich skuteczność w praktyce. 